# Comptoir d'escompte de Rouen
Le Comptoir national d'escompte de Rouen est une ancienne banque française.

## Historique
Le Comptoir d'escompte de Rouen fondé en 1848 par Michel Théodore Le Picard (1789-1856), manufacturier et filateur rouennais. Son père, Jacques Guillaume Le Picard (1736-1790), négociant et juge consul, issu d'une famille établie à Rouen depuis le XVIe siècle, avait épousé à Rouen, en la paroisse Saint-Candé le Jeune, le 22 décembre 1778 Catherine Marie Bordier (1760-1808), fille d'un avocat du roi au parlement de Normandie. Théodore était marié à la fille du maire Vincent Prosper Ribard, puis à Aimée Le Couteulx de Verclives (petite-fille du maire Antoine Le Couteulx de Verclives et de Martin-Pierre Foache).
« Type même de la vieille banque locale sans autre implantation que son siège social », l'établissement rouennais occupait, place de la Pucelle, l'hôtel de Bourgtheroulde, où il s'était établi dès sa fondation, en 1848, et qu'il finit par acquérir en 1885, « de la famille Matheus ».
Longtemps appelé le « Comptoir Le Picard », du nom de son fondateur, le Comptoir national d'escompte de la ville de Rouen - ainsi que le nomme l'arrêté ministériel du 20 février 1851, prorogeant pour trois ans celui du 2 avril 1848 qui l'avait initialement autorisé à exercer le commerce de la banque - « assura sa prospérité sur une prudence que l'on trouverait de nos jours excessive en matière de crédit », ne prêtant qu'à court terme et s'interdisant « tous achats de fonds publics ou valeurs industrielles pour le compte de la société... toute spéculation en marchandises et toute participation dans tous établissements, commerce et industrie quelconque ». Mais « cette discrétion et cette réputation [plaisaient] aux Rouennais et aux inspecteurs de la Banque de France qui [mettaient] en avant la « bonne et sage maison » dont les directeurs [réunissaient]... toutes les garanties souhaitables ».
« À Rouen - écrivit en 1927 André Maurois dans son Discours d'un vieux rouennais -, changer [...] est un grand crime [...]. Quand le maréchal Lyautey vint [...] l'an dernier, la municipalité le reçut à la gare avec un vieux landau aux portes disjointes, sur le siège duquel était un vieux cocher, assis à côté d'un vieil huissier, tous deux vêtus de vieux uniformes, et les Rouennais massés sur le passage constatèrent avec satisfaction que le maréchal était reçu en 1926, comme l'empereur l'avait été en 1860, comme le roi en 1845, comme le président (s'il existe encore) sera reçu en 1960, enfin que Rouen n'avait pas changé, malgré la grande folie des peuples de la terre… ». À cet égard, le Comptoir d'escompte était des plus rouennais... « Il y a trois choses dont les Rouennais n'imaginent pas se séparer - ajoutait-il - : Journal de Rouen, l'Ancienne Mutuelle et le Comptoir d'Escompte ».
De fait, tout au long de la seconde moitié du XIXe siècle, le Comptoir d'escompte de Rouen se présenta comme la « première maison de banque » de la ville, « bénéficiant d'une clientèle fidèle et bien établie allant des industriels du textile aux commissionnaires en coton, en passant par les négociants du port ». Jusqu'à son absorption par le Crédit industriel et commercial, en 1935, il ne fut d'ailleurs dirigé que par des Rouennais dont en premier lieu Théodore Le Picard lui-même, Henri Dumont (1830-1888) ou Joseph Albert, baron de Rothiacob (1850-1931), petit-fils de Théodore Le Picard.